# Bob Brown (giocatore di football americano)
Bob Brown, all'anagrafe Robert Stanford Brown, noto anche con lo pseudonimo di The Boomer (Cleveland, 8 dicembre 1941 – Oakland, 16 giugno 2023), è stato un giocatore di football americano statunitense, inserito nella Pro Football Hall of Fame nel 2004.

## Carriera
Bob Brown si mise in luce durante gli anni alla Università del  Nebraska-Lincoln, dove iniziò a giocare come uomo di linea offensiva grazie alla sua consistente struttura fisica; le sue prestazioni furono tali che nel 1993 venne inserito nella College Football Hall of Fame.
Terminata l'università, nel Draft NFL 1964 Brown venne scelto come secondo assoluto dai Philadelphia Eagles, squadra con la quale avrebbe disputato cinque stagioni, pur senza ottenere risultati di rilievo a livello di squadra.
Nel 1969 passò quindi ai Los Angeles Rams, dove disputò anche la stagione successiva, prima di chiudere la carriera con tre stagioni agli Oakland Raiders, dal 1971 al 1973.

## Palmarès
Le squadre in cui Bob Brown ha giocato non ottennero mai risultati di rilievo, se non la finale AFC disputata e persa dagli Oakland Raiders nel 1973, gara a cui peraltro Brown non partecipò.
Ottenne comunque importanti riconoscimenti a livello individuale:
- 6 convocazioni per il Pro Bowl, nel 1966 e 1967 e ininterrottamente dal 1969 al 1972 e ancora nel 1967
- Inserito nella formazione ideale della NFL degli anni 1960.
- Il suo N. 64 è stato ritirato dalla squadra dell'Università del Nebraska nel 2004